# ستيفان ميلوتين
ستيفان أوروس الثاني ميلوتين (بالصربية: Стефан Урош II Милутин)‏ (ق. 1253 - 29 أكتوبر 1321)، ومعروف أكثر باسمه المُختصر ستيفان ميلوتين (Стефан Милутин)، كان ملكا صربيا في الفترة (1282 – 1321) ينحدر من سلالة نيمانيتش [الإنجليزية]. كان أحد أقوى حُكام صربيا في العصور الوسطى. تُنسب لميلوتين مقاومته الكبيرة لجهود الإمبراطور البيزنطي ميخائيل الثامن باليولوج لفرض الكاثوليكية الرومانية في البلقان. وكما مُعظم ملوك سلالة نيمانيتش، أعلنته الكنيسة الأرثوذكسية الصربية قديسا مع عيد في 30 أكتوبر.